# Eurysthea squamifera
Eurysthea squamifera är en skalbaggsart som först beskrevs av Martins 1967.  Eurysthea squamifera ingår i släktet Eurysthea och familjen långhorningar. Inga underarter finns listade i Catalogue of Life.